# NGC 4794
NGC 4794 (другие обозначения — MCG -2-33-60, PGC 44012) — спиральная галактика с перемычкой (морфологический тип SB(rs)a) в созвездии Во́рона. Открыта Уильямом Гершелем в 1786 году.
Этот объект входит в число перечисленных в оригинальной редакции «Нового общего каталога».
На фотографиях видна наклонённая спиральная галактика с большим ярким ядром и яркой перемычкой, соединённой с частичной псевдо-кольцевой структурой. Кольцо имеет высокую яркость там, где оно соединяется с перемычкой, и медленно угасает после примерно четверти оборота, переходя в пару более широких и симметричных спиральных рукавов. Галактика вытянута с юго-юго-востока на северо-северо-запад и лежит между двумя звёздами поля, одна из которых находится к востоку, а другая к юго-юго-западу от ядра галактики. NGC 4794 имеет близкую лучевую скорость с NGC 4783, и, скорее всего, эти две галактики физически связаны. При визуальном наблюдении в любительский телескоп NGC 4794 при высоком увеличении попадает в поле зрения вместе с яркой парой NGC 4782 и NGC 4783. Однако при этих условиях наблюдения у NGC 4794 хорошо видны только ядро и перемычка, выглядящие как небольшое, вытянутое с востока на запад, хорошо очерченное светлое пятно с однородной поверхностной яркостью. Радиальная скорость: 3853 км/с. Расстояние: 172 млн световых лет. Диаметр: 95 тыс. световых лет.